# هربرت مولر (لاعب كرة يد)
هربرت مولر (بالرومانية: Herbert Müller)‏ هو مدرب كرة يد ولاعب كرة يد روماني، ولد في 3 سبتمبر 1962 في تيميشوارا في رومانيا.